# Troszkowo (obwód swierdłowski)
Troszkowo (ros. Трошково) – wieś (sieło) w Rosji, w obwodzie swierdłowskim, w rejonie tugułymskim. W 2010 liczyła 685 mieszkańców.